# Batalha de Misiche
A Batalha de Misiche foi combatida no início de 244 (entre 13 de janeiro e 14 de março), entre o exército romano do imperador Gordiano III e o exército sassânida de Sapor I. Segundo as fontes antigas, não é claro o resultado da batalha. As fontes romanas atribuem a vitória aos romanos, enquanto as fontes persas a atribuem aos sassânidas.

## Contexto histórico
O jovem imperador Gordiano III, depois de ter aberto as portas do Templo de Jano (em 242) e depois de ter mobilizado o exército, marchou pessoalmente em direção à fronteira oriental, com o comando efetivo da campanha confiado a Timesiteu e a outro prefeito do pretório, Caio Júlio Prisco. Junto a Antioquia (atual Antáquia), talvez no final do ano, que parece ter reconquistado depois de ter caído em mãos de Sapor I, cruzou o Eufrates, derrotou repetidamente os persas, tomando Carras (atual Harã) e Nísibis (atual Nusaybin)  e derrotando-os na Batalha de Resena.
O mesmo imperador, novamente invernando na província da Síria, estava projetando uma nova campanha para o ano seguinte, com o objetivo de atingir e ocupar a capital inimiga Ctesifonte. Sem a experiência militar e o carisma do sogro Timesiteu, a campanha em território sassânida e a própria segurança do imperador estavam agora em risco.

## Batalha
Durante o outono e o início do inverno de 243, as tropas romanas avançaram ao longo do Eufrates e parece que ao início de 244, persas e romanos tornaram a encontrar-se junto a Misiche (atual Faluja) ou Ambar, a 40 km a oeste de Bagdá). Segundo os persas, conclui-se que houve uma pesada derrota dos romanos, em seguida a qual Sapor I mudou o nome da cidade para Perisapora (Peroz-Xapur; lit. "Sapor, o Vitorioso") e celebrou a vitória com uma inscrição em Naqsh-i Rustam na qual afirmava ter matado Gordiano.
As fontes romanas, ao contrário, não mencionam a batalha e sugerem que Gordiano teria sido morto em Circésio, em Osroena, a 300 km ao norte de Perisapora, suspeitando que tenha sido morto pelo prefeito do pretório Filipe, o Árabe. A inscrição do cenotáfio de Circésio era, segundo a História Augusta, escrita em grego, latim, persa, hebraico e copta, de modo que todos podiam ler:
O divino Gordiano , vencedor dos persas, vencedor dos godos, conquistador dos sármatas, que repousa em Roma, vencedor dos germanos, mas não vencedor de Filipe".— História Augusta, Gordiani tres, 34, 3.
Uma última versão cita que Gordiano tenha sido morto na estrada de Circésio, depois de uma batalha combatida contra os persas (talvez em Mesiche), em consequência de una ferida devido a uma queda de cavalo. Sorte idêntica tivera, dois séculos antes, o filho adotivo de Augusto, Druso, o Maior, por idêntica queda de cavalo e consequente gangrena na perna ferida. Também naquele caso, foi erigido no local um cenotáfio (em Mogoncíaco) em memória ao empreendimento militar do general romano.

## Consequências
A morte imprevista do imperador Gordiano III, a quem os soldados construíram um cenotáfio junto a Circésio (na margem do Eufrates, na localidade de Zaita, não sabiam se em batalha ou pelas mãos do sucessor, o prefeito do pretório, Filipe, o Árabe, determinaram a retirada do exército romano, uma paz que Zósimo julgou desonrosa, e provavelmente a perda de parte da Mesopotâmia e da Armênia, se bem que Filipe se sentisse autorizado a usar o título de Pérsico Máximo. O Res Gestae Divi Saporis, primeiro documento não "da parte" romana, contam:
O césar Gordiano foi morto e os exércitos romanos foram destruídos. Os romanos então tornaram césar em certo Filipe. Então o césar Filipe veio a nós para tratar os termos de paz, e para resgatar a vida dos prisioneiros, dando-nos 500 000 denários, e tornando-se assim nosso tributário. Por este motivo, renomeamos a localidade de Misiche, Perisapora (ou seja "Sapor Vitorioso")— Res Gestae Divi Saporis, linhas 8-9.
A possibilidade, portanto, que Gordiano tenha sido morto em consequência da batalha de Misiche, por uma ferida devido a queda de cavalo, não está eliminada. A morte do imperador romano não negaria, portanto, nem a versão romana que a apresentou como vitoriosa, nem aquela dos sassânidas que viu na morte de Gordiano uma consequência da batalha, e assim a retirada romana dos territórios persas da Mesopotâmia centro-meridional. Isso poderia significar que Gordiano não morreu na batalha, derrotado por Sapor, porém em consequência de ferimento da batalha: uma queda de cavalo. De fato, os sassânidas não conquistaram outra cidade além de Hatra, e Sapor não empreendeu outras iniciativas militares nos oito anos seguintes, até 252. Em síntese, retornou-se à situação antecedente à guerra de 239-241.